# Landmine Goes Click
Landmine Goes Click è un film horror e thriller georgiano del 2015, diretto e co-sceneggiato da Levan Bakhia.

## Trama
I promessi sposi Alicia e Daniel, entrambi statunitensi, sono partiti per una vacanza in Georgia insieme al migliore amico di Daniel, Chris. Quest'ultimo ha avuto una relazione con Alicia e vorrebbe rivelarlo all'amico, mentre Alicia vuole evitare ad ogni costo che il compagno sappia cos'è accaduto. Durante l'escursione, Daniel vuole che Chris celebri un finto matrimonio tra i due: l'uomo inizialmente è molto infastidito e si rifiuta, poi in un secondo momento accetta per non destare sospetti. Il gruppo viene successivamente raggiunto da un altro amico di Daniel, che Chris non conosce. Durante l'escursione, Chris calpesta una mina antiuomo: inizialmente viene fatto credere sia stato un incidente, ma presto Daniel rivela che non è così. L'uomo ha infatti scoperto il doppio tradimento subito da fidanzata e amico e ha quindi piazzato lì la trappola: dopo averlo rivelato va via, lasciando la coppia al loro destino.
Per un lungo tempo, Alicia cerca di disarmare la bomba e di scavare per toglierla, ma senza successo. Chris è costretto a restare completamente immobile, altrimenti la bomba esploderebbe. Dopo vari minuti, un georgiano si imbatte nella strana situazione: l'uomo decide di approfittarsene, torturando psicologicamente la coppia e finendo per abusare di Alicia. Lo stupro è molto violento e finisce per ferire gravemente la ragazza. Prima di andare via, il georgiano Ilya prende in giro Chris, affermando che le mine realmente armate scoppiano appena calpestate: Daniel non ha quindi mai messo seriamente in pericolo la sua vita, ma soltanto preparato un crudele scherzo. Chris cerca allora di salvare la vita di Alicia, ma non fa in tempo. Ciò scatena in lui una terribile voglia di vendetta.
Dopo alcuni mesi, Chris si presenta a casa di Ilya con una scusa, arrivando in un momento che l'uomo non c'è e avendo modo di conoscere e pranzare con sua moglie e sua figlia. Quando Ilya arriva, l'uomo cerca di liberarsi di Chris, supplicandolo di lasciare stare la sua famiglia e dandogli un appuntamento per risolvere la faccenda fra di loro. L'uomo finge di stare al gioco tuttavia, in un secondo momento, irrompe armato a casa di Ilya e, dopo averlo ferito, inizia a torturare psicologicamente l'intera famiglia riproducendo fedelmente quelle che erano state le tattiche di Ilya. La sua vittima è Tanya, figlia di Ilya e Lika, che viene costretta a spogliarsi e sottoposta alla roulette russa. Ilya supplica Chris di smettere, afferma che quando ha compiuto il suo crimine era ubriaco. Chris finisce per bere del vino e continuare col suo gioco perverso, arrivando a uccidere la ragazza.

## Produzione
Il film costituisce l'ultima opera completata da parte dell'attore georgiano Kote Tolordava, morto per overdose poco prima della sua distribuzione.

## Distribuzione
Presentato in anteprima nel corso del Festival internazionale del cinema di Porto, il film è stato distribuito nei cinema georgiani nel giugno 2015.

## Accoglienza
Sull'aggregatore Rotten Tomatoes il film riceve il 50% delle recensioni professionali positive con un voto medio di 6,6 su 10 basato su 6 critiche, mentre su Metacritic ottiene un punteggio di 35 su 100 basato su 4 critiche.